# 莊奴音樂作詞代表作品列表
莊奴是臺灣華語流行歌曲作詞人，作品眾多，活躍於1970年代。合作過最多次的作曲人是左宏元（常用筆名古月）與翁清溪（常用筆名湯尼）。
以下列出其部分代表作品。

## 代表作
| - 鄧麗君 - 海韻 （曲：左宏元） - 良夜 （曲：豬俁公章） - 小路 （曲：翁清溪） - 背新娘 （曲：左宏元） - 山茶花 （曲：远籐实） - 水涟漪 （曲：左宏元） - 水上人 （曲：左宏元） - 逃避行 （曲：都仓俊一） - 甜蜜蜜 （曲：印尼民謠） - 望一望 （曲：翁清溪） - 问自己 （曲：井上忠夫） - 向日葵 （曲：翁清溪） - 原乡人 （曲：翁清溪） - 冬之恋情 （曲：猪俁公章） - 泪的小雨 （曲：彩木雅夫） - 前生有缘 （曲：小谷充） - 丝丝小雨 （曲：猪俁公章） - 晚风花香 （曲：江苏民歌） - 往事如昨 （曲：佐夕木） - 小城故事 （曲：翁清溪） - 小村之戀 （曲：薄井須志程） - 一片落叶 （曲：三木尤贺志） - 又見炊煙 （曲：海沼實） - 原乡情浓 （曲：翁清溪） - 爱你一万倍 （曲：左宏元） - 不管你是谁 （曲：翁清溪） - 春风满小城 （曲：翁清溪） - 多情的玫瑰 （曲：森冈贤一郎） - 嘿！我告诉你 （曲：左宏元） - 寂寞的花季 （曲：筒美京平） - 妈妈呼唤你 （曲：三木尤贺志） - 难忘的眼睛 （曲：欣逸） - 你爱哪一朵 （曲：左宏元） - 你在我心里 （曲：翁清溪） - 陪我去买菜 （曲：市川昭介 - 情人的关怀 （曲：猪俁公章） - 谁来同情我 （曲：左宏元） - 甜蜜的小雨 （曲：铃木淳） - 相见在明天 （曲：竜崎孝路） - 相聚更甜蜜 （曲：猪俁公章） - 想把情人留 （曲：竜崎孝路） - 小村的故事 （曲：左宏元） - 心里多轻松 （曲：左宏元） - 心事知多少 （曲：中村泰士） - 总是笑一笑 （曲：浜口库之助） - 初次尝到寂寞 （曲：谭健常） - 记得你记得我 （曲：左宏元） - 假如我是真的 （曲：欣逸） - 让心儿圈起你 （曲：中村泰士） - 心爱的小马车 （曲：左宏元） - 迎着风跟着云 （曲：翁清溪） - 爱人是个多情人 （曲：杨道火） - 把爱埋藏在心窝 （曲：左宏元） - 假如梦儿是真的 （曲：欣逸） - 江水悠悠泪长流 （曲：左宏元） - 脸儿微笑梦儿香 （曲：左宏元） - 夕阳问你在哪里 （曲：小谷充） - 只要你心里有我 （曲：市川昭公） - 甄妮 - 彩云片片 （曲：左宏元） - 爱情像爆米花 （曲：翁清溪） - 晴时多云偶阵雨 （曲：左宏元） - 崔苔菁 - 浪花 （曲：翁清溪） - 乘風破浪 （曲：陈彼得） - 愛的煩惱 （曲：左宏元） - 白花飘雪花飘 （曲：翁清溪） - 為什麼春天要遲到 （曲：左宏元） - 包娜娜 - 临走的誓言 （曲：翁清溪） - 当做没有爱过我 （曲：朴椿石） - 楊小萍 - 誰來愛我 （曲：猪俁公章） - 今夜雨濛濛 （曲：左宏元） - 梦醒不了情 （曲：左宏元） | - 鳳飛飛 - 哈罗 （曲：左宏元） - 呼唤 （曲：駱明道） - 流云 （曲：骆明道） - 巧合 （曲：翁清溪） - 恋春风 （曲：左宏元） - 难分离 （曲：刘家昌） - 田园谣 （曲：童安格） - 彩虹的梦 （曲：欣逸） - 出外的人 （曲：左宏元） - 多看一眼 （曲：翁清溪） - 三部情曲 （曲：左宏元） - 我在等你 （曲：楊三郎） - 又是秋天 （曲：駱明道） - 再见夏天 （曲：駱明道） - 彩虹的呼唤 （曲：欣逸） - 吹过来的爱 （曲：左宏元） - 花儿自然香 （曲：刘家昌） - 是否常怀念 （曲：市川昭介） - 幸福哪里来 （曲：晓燕） - 友情的安慰 （曲：黄敏） - 花有情花有爱 （曲：左宏元） - 可爱的陌生人 （曲：左宏元） - 诉不完谈不尽 （曲：刘家昌） - 未曾留下地址 （曲：左宏元） - 依旧是一个人 （曲：吉田拓郎） - 自个儿去打坐 （曲：左宏元） - 青山 - 三朵花 （曲：左宏元） - 相思悠悠 （曲：左宏元；合唱：杨燕） - 酒醒梦已残 （曲：加贺谷伸） - 你是负心人 （曲：左宏元） - 往日的旧梦 （曲：徐方） - 忘记你不容易 （曲：宇佐英雄） - 回头我也不要你 （曲：左宏元） - 余天 - 海边 （曲：翁清溪） - 夕阳西沉 （曲：弾厚作） - 又是黃昏 （曲：纪利男） - 教我认识你 （曲：黄敏） - 请你放开我 （曲：翁清溪） - 我需要安慰 （曲：翁清溪） - 友情最美麗 （曲：翁清溪） - 又见圣诞红 （曲：翁清溪） - 给我温情吧！爱人 （曲：翁清溪） - 给我一个微笑 （曲：翁清溪） - 山南山北走一回 （曲：左宏元） - 费玉清 - 水汪汪 （曲：刘亚文） - 又见柳叶青（曲：陈怡） - 高凌风 - 夏天的浪花 （曲：Jefflyne；原曲：Last Train To London） - 冬天里的一把火 （曲：The Nolans；原曲：Sexy Music） - 萬沙浪 - 温暖 （曲：左宏元） - 一个人 （曲：左宏元） - 海鸥飞处 （曲：左宏元） - 風從那裡來 （曲：左宏元） - 我要对你说 （曲：左宏元） - 陈兰丽 - 微笑 （曲：黄敏） - 委曲为了你 （曲：黄仁清） - 友谊的温暖 （曲：黄敏） - 真心的呼唤 （曲：翁清溪） - 江蕾 - 煙雨斜陽 （曲：刘家昌） - 吳秀珠 - 此情可問天 （曲：左宏元） - 沒有留下地址 （曲：左宏元） - 一轮明月照花香 （曲：纪利男） - 王芷蕾 - 倚天屠龍記 （曲：黃仁清） - 葉麗儀 - 苦戀花 （曲：池田不二男）O.T.雨に咲く花(新興映画"突破無電"主題歌) / 關種子 ⓟⓒ1935 (昭和10年) - 歸來吧！懷念的人 （曲：Giambattista De Curtis/Ernesto De Curtis）O. T. TORNA A SURRIENTO / Mario Massa ⓟⓒ1905 | - 姚苏蓉 - 不得了 （曲：左宏元） - 痴情恨 （曲：袴田宗孝） - 情人梦 （曲：左宏元） - 恨你入骨 （曲：北原じゅん） - 失去的梦 （曲：猪俁公章） - 偷心的人 （曲：左宏元） - 枕畔留香 （曲：韩国曲） - 安妮不要哭 （曲：左宏元） - 回忆多美丽 （曲：左宏元） - 谁敢相信你 （曲：姚赞福） - 我为你痴迷 （曲：増田幸造） - 像雾又像花 （曲：左宏元） - 因为我爱你 （曲：吉田正） - 脸儿红心儿笑 （曲：左宏元） - 花儿像人人像花 （曲：左宏元） - 你把爱情还给我 （曲：左宏元） - 又像细雨又像风 （曲：左宏元） - 陈美龄 - 燕飞翔 （曲：翁清溪） - 往日的恋情 （曲：陈美龄） - 陈秀慧 - 笑笑小酒窝 （曲：黄敏） - 李雅芳 - 一曲情未了 （作曲：蔡榮吉） - 江音 - 摊牌 （曲：杉本真人） - 花开遇知音 （曲：黄敏） - 禹黎朔 - 鼓励鼓励 （曲：左宏元） - 人在黄昏里 （曲：欣逸） - 银霞 - 忆童年 （曲：周高俊） - 快乐的歌 （曲：左宏元） - 青蛙的婚礼 （曲：左宏元） - 我来弹你来唱 （曲：左宏元） - 云知道你是谁 （曲：左宏元） - 你那好冷的小手 （曲：左宏元） - 五月薔薇花兒開 （曲：左宏元） - 鲍正芳 - 天凉好个秋 （曲：欣逸） - 哎呀！留下来 （曲：李健德） - 江玲 - 归人 （曲：欣逸） - 我的小妹 （曲：左宏元） - 淡淡的月光 （曲：欣逸） - 欢喜再相聚 （曲：欣逸） - 沈雁 - 轻愁 （曲：郭信明） - 踏浪 （曲：左宏元） - 山头牧歌 （曲：岳勋） - 我踏浪而来 （曲：左宏元） - 大海就在前方 （曲：左宏元） - 风儿多么羡慕他 （曲：左宏元） - 蔡琴 - 情鎖 （曲：林庭筠） - 陈淑桦 - 娃娃的故事 （曲：左宏元） - 钟镇涛 - 你的影子 （曲：Freddie Aguilar；原曲：Anak） - 湯蘭花 - 燃烧吧！爱情 （曲：鮑比達） - 華萱萱 - 春風吹花開 （曲：劉家昌） - 我就喜歡你 （曲：劉家昌） - 其他 - 梦乡 （曲：翁清溪） - 成功嶺上 （曲：駱明道） - 出人头地 （曲：印尼民谣；原曲：Ayo Mama） - 情人再見 （曲：鄧雨賢） - 我問白雲 （曲：左宏元） - 不要離開我 （曲：蔡榮吉） - 願嫁漢家郎 （曲：周蓝萍） - 姑娘十八一朵花 （曲：周蓝萍） - 咪咪貓（曲：左宏元） |



## 註解
1. ↑  1974年李行電影《海韻》片頭曲
2. ↑  日語歌《槐花之夢》（アカシアの夢）填上中文歌詞
3. ↑  1980年李行電影《原鄉人》片頭曲
4. ↑  日語歌《長崎今天也下著雨（日语：長崎は今日も雨だった）》填上中文歌詞
5. ↑  1979年李行電影《小城故事》片頭曲[參 1]
6. ↑  日語歌《故鄉在何方（日语：ふるさとはどこですか）》填上中文歌詞
7. ↑  與《小城故事》同曲異詞。1979年李行電影《小城故事》片尾曲
8. ↑  日語歌《藍色街燈下的橫濱（日语：ブルー・ライト・ヨコハマ）》[參 2]填上中文歌詞
9. ↑  電影《吾家有女初長成》主題曲
10. ↑  1974年李行電影《海鷗飛處》插曲[參 3]
11. ↑  鄧麗君日語歌《空港（日语：空港 (テレサ・テンの曲)）》填上中文歌詞
12. ↑  1974年李行電影《海鷗飛處》插曲[參 5]
13. ↑  1976年瓊瑤電影《浪花》片頭曲
14. ↑  2021年臺灣電視劇《華燈初上》第二季插曲[參 6]
15. ↑  1977年李行電影《白花飄雪花飄》片頭曲
16. 1 2  日本曲《港町布魯斯（日语：港町ブルース）》填上中文歌詞
17. ↑  臺語歌曲《孤戀花》填上華語歌詞
18. ↑  電影《流雲》插曲
19. ↑  李香蘭演唱的日本曲《月下の胡弓》填上中文歌詞
20. ↑  1973年臺灣電影《煙雨斜陽》主題曲[參 7]
21. ↑  電影《未曾留下地址》片頭曲[參 8]
22. ↑  1984年台視電視劇《倚天屠龍記》片頭曲
23. ↑  日本曲《急に逢いたくなっちゃった》填上中文歌詞
24. ↑  日本曲《愛你入骨》填上中文歌詞
25. ↑  日本曲《お久しぶりね》填上中文歌詞
26. ↑  臺灣電影《你那好冷的小手》插曲
27. ↑  1985年華視連續劇《藍與黑》主題曲[參 9]
28. ↑  1973年臺灣電影《煙雨斜陽》插曲[參 10]
29. ↑  1973年臺灣電影《煙雨斜陽》插曲[參 11]
30. ↑  臺語歌曲《月夜愁》填上華語歌詞
31. ↑  為兒歌〈小花貓〉的原型